# 卢士邃
卢士邃（？—？），字子淹，范阳郡涿县（今河北省涿州市）人，出自范阳卢氏北祖第四房，北魏通直散骑侍郎卢文符之子，北齐官员。

## 生平
卢士邃年少时为崔昂相识，崔昂说：“这家兄弟足以成为下一代中的俊杰，但遗憾的是他们都不读书。”卢士邃历任御史、司徒祭酒、尚书郎、邺县县令、尚书左右丞、吏部郎中，外调中山郡太守，兼任定州长史。北齐灭亡后，卢士邃回到家乡范阳郡，遭遇战乱被困于城中，与族人卢叔虎都因饥寒而死。北周将领宇文神举因为两人有名望和德行，将他们收殓埋葬。

## 家族

### 兄弟姐妹
- 卢士昂
- 卢士婴，北齐民部侍郎、范阳伯
- 卢潜，北齐仪同三司、扬州道行台尚书
- 卢思容，嫁北齐襄垣郡太守崔宣度

### 儿子
- 卢元孝，过继于兄长卢潜